# Kohner Adolf
Szászbereki báró Kohner Adolf, (Pest, 1866. április 26. – Budapest, 1937. január 30.) nagybirtokos, nagyiparos a magyarországi zsidó élet aktív tagja. A Kohner Adolf és Fiai cég vezetője. A Kohner Zsigmond által 1874-ben alapított bankcég, az egyik legjelentékenyebb magyar magánbankház igazgatója, a hazai tőkésréteg egyik vezető egyénisége. Az Országos Képzőművészeti Társulat elnöke, az 1902-ben megnyílt szolnoki művésztelep egyik alapítója.

## Élete
Kohner Károly földbirtokos, nagykereskedő és Stein Ida fiaként született. Középiskolai tanulmányait a Budapesti Evangélikus Főgimnáziumban végezte, majd a Berlini Egyetemen doktori címet szerzett kémiából. Az ország legtanultabb nagybirtokosai és nagyiparosai közé tartozott. Sokoldalú tevékenységet fejtett ki a gyáriparban és az agráriumban, valamint a magyarországi zsidó élet sok hasznos mozgalma is az ő nevéhez fűződött. Mint az Izraelita Országos Iroda elnöke, a kongresszusi alapon álló magyar zsidóság vezetője. Elnöke az Országos Magyar Izraelita Közalapnak és tagja a Ferenc József Rabbiszeminárium vezetőbizottságának.

### Mint műgyűjtő
Mint műértő, műgyűjtő és a művészetek mecénása szerzett nevének általános elismerést. Vezető szerepe volt az Országos Képzőművészeti Társulatban, az 1902-ben megnyílt Szolnoki Művésztelepnek pedig egyik alapítója. Jelentékeny műgyűjteményének súlypontját a modern francia impresszionista és posztimpresszionista festők művei alkották, kezdve azok korábbi előfutáraival – Magnascotól a Szerzetesek, Goyától Az akasztott ember, Constable néhány tájképe; majd Géricault, Delacroix, Daumier képei, azután a barbizoni festők: Corot, Millet, Chintreuil; Courbet, Manet, Berthe Morisot, Monet, Renoir, Cezanne, Alfred Sisley, Gauguin, Puvis de Chavannes, majd az újabbak: Maurice Denis, Bonnard, Puys .
Ezeken kívül magyar festők alkotásait is gyűjtötte, a régebbiek közül egész gyűjteménye volt Mészöly Géza tájképeiből, de szerepelt gyűjteményében Munkácsy Mihály három képe, Paál László tájképei, valamint Szinyei Merse Pál Pacsirtája, melyet később a Szépművészeti Múzeumnak ajándékozott, továbbá nagybányai és szolnoki festők művei.

### Mint nagytőkés
Gyűjtői tevékenységének anyagi lehetőségeit szerteágazó ipari, kereskedelmi és banki érdekeltségei alapozták meg. Kohner a század első évtizedeiben az egyik legvagyonosabb zsidó nagypolgárnak számított. Anyagi gyarapodása a toll- és gyapjúkereskedelemtől indult, később jelentős földbirtokok, élelmiszer- és vegyipari vállalkozások, valamint bankház működtetése is hozzájárult gazdagodásához. A Kohner Adolf és Fiai cégnek óriási kiterjedésű és mintaszerűen vezetett birtokai voltak Szászbereken, ahol elsősorban állattenyésztéssel és konzervgyártással foglalkoztak.

### Társadalmi szerepvállalása
Kohner Adolf a zsidó nagypolgárság több kiemelkedő alakjához hasonlóan számos társadalmi és politikai elismerésben is részesült, I. Ferenc József 1912-ben bárói ranggal jutalmazta, és az udvari főtanácsosi címet is kiérdemelte.

### Élete vége
A harmincas évek elején egy balsikerű valutaspekuláció a cég és a gyűjtemény sorsát is megpecsételte. 1933-ban a tönkrement vállalat és a felhalmozódott adósságok arra kényszerítették Kohnert, hogy gyűjteménye nagy részét aukcióra bocsássa. Az árverésre 1934 februárjában került sor az Ernst Múzeumban. Emellett kénytelen volt eladni Damjanich utcai palotáját is. Csupán három évvel élte túl gyűjteménye felbomlását.
A Múlt és Jövő 1937-es rövid nekrológja szerint, „midőn az anyagi körülmények visszavonulásra kényszerítették, méltóságteljesen viselte sorsát, elmerült könyveibe, melyeknek világában mindig otthonra talált”.
1937. január 30-án hunyt el, február 2-án helyezték örök nyugalomra a Salgótarjáni utcai zsidó temetőben.

### Családja
Felesége Kohner Ilona (1872–1968) volt, egyben unokatestvére is, mint Kohner Zsigmond és tornyai Schossberger Lujza lánya. 1891. február 8-án Budapesten kötöttek házasságot.
Gyermekei:
- Kohner Károly (1891–1916) okleveles vegyész, az első világháborúban hősi halált halt.
- Kohner Ida (1895–1945) festőművész. Férje Farkas István (1887–1944) festőművész.
- Kohner Lujza Amália (1898–1932). Férje báró dirsztai Dirsztay Gedeon (1890–1960) bankigazgató, az MTK alelnöke.
- Kohner Katalin (1907–?). Férje Lukács Antal Ferenc (1896–?) bankigazgató.